# Paul Becker (Sportfunktionär)
Paul Karl Becker (* 6. Dezember 1897 in Berlin; † 6. Februar 1981 ebenda) war ein deutscher kommunistischer Widerstandskämpfer und Sportfunktionär. Er war Vizepräsident des Deutschen Turn- und Sportbundes (DTSB).

## Leben
Becker war nach dem Schulbesuch als Bürogehilfe und Arbeiter tätig. 1908 schloss er sich dem Arbeitersportverein „Fichte“ an, ab 1914 war er Mitglied im Verein Berliner Arbeiterjugend. Von 1916 bis 1918 war er Soldat im Ersten Weltkrieg.
Von 1919 bis 1924 Büroangestellter beim Berliner Magistrat. 1918 trat er dem Zentralverband der Angestellten, 1920 der anarchosyndikalistischen FAUD bei. Von 1925 bis 1928 absolvierte er eine Zimmererlehre. 1925 wurde er Mitglied des Zentralverbandes der Zimmerer im ADGB und 1928 der RGO. Ab 1929 war er Mitglied der KPD und der Kampfgemeinschaft für Rote Sporteinheit. 1933 leitete er einen Sportverlag in Halle.
Nach der „Machtergreifung“ durch die Nationalsozialisten 1933 beteiligte sich Becker am kommunistischen Widerstand. Ab April 1934 war er Leiter der illegalen Reichsleitung der Kampfgemeinschaft für Rote Sporteinheit. Im selben Jahr wurde er verhaftet und 1935 zu acht Jahren Zuchthaus verurteilt, die er im Zuchthaus Brandenburg verbrachte.
Von 1945 bis 1950 fungierte Becker als stellvertretender Bezirksbürgermeister in Berlin-Weißensee. 1946 wurde er Mitglied der SED. Die Delegiertentagung der VVN Weißensee wählte ihn am 25. Januar 1948 ihrem 1. Vorsitzenden. Von 1950 bis 1957 war er als Inspekteur der Volkspolizei in Berlin tätig, zunächst als Leiter der Abteilung Kader im VP-Präsidium, dann als Leiter der VP-Inspektion Weißensee. Von 1957 bis 1961 war er Vizepräsident des DTSB und von Mai 1961 bis 31. Mai 1970 Vorsitzender der Zentralen Revisionskommission des DTSB. Er war dann Ehrenmitglied des Präsidiums des DTSB.
Zuletzt wirkte er im Komitee der Antifaschistischen Widerstandskämpfer. Er starb im Alter von 83 Jahren und wurde auf dem Zentralfriedhof Berlin-Friedrichsfelde beigesetzt.

## Auszeichnungen und Ehrungen
- Vaterländischer Verdienstorden in Silber (6. Mai 1955) und in Gold (1977)[5]
- Medaille für Kämpfer gegen den Faschismus 1933 bis 1945 (1958)
- Friedrich-Ludwig-Jahn-Medaille (1961)[6]
- Goldenes Kreuz des finnischen Sports (1963)[7]
- Orden Banner der Arbeit (1968)[8]
- Medaille Ehrenzeichen für Körperkultur und Sport der Deutschen Demokratischen Republik (1971)[9]
- Am 4. Dezember 1985 wurde dem Trainingszentrum Handball der BSG Tiefbau Weißensee der Name des Kommunisten und antifaschistischen Widerstandskämpfers Paul Becker verliehen.[10]